# Idioma tuamotuano
El idioma tuamotuano o paumotuano (autoglotónimo: Reʻo Paʻumotu o Reko Paʻumotu ) es una lengua polinesia hablada por 4,000 personas en el archipiélago Tuamotu, con 2,000 hablantes adicionales en Tahití. : 76 El pueblo tuamotu de hoy se refiere a su tierra como Tuamotu, mientras se refiere a sí mismo y a su idioma como Paʻumotu. Paʻumotu es uno de los seis idiomas polinesios que se hablan en la Polinesia Francesa, los otros cinco idiomas son el tahitiano, el marquesano, el mangarevano, el rapa iti y el idioma de las islas Australes.

## Historia y cultura
Poco se sabe sobre la historia temprana de los tuamotu. Se cree que se asentaron c. 700 d. C. por gente de las Islas de la Sociedad. Los europeos descubrieron las islas por primera vez en 1521, cuando Fernando de Magallanes las alcanzó mientras navegaba por el Océano Pacífico. Exploradores posteriores visitaron las islas a lo largo de los siglos, incluido Thor Heyerdahl, el famoso etnógrafo noruego que navegó en la expedición Kon-Tiki a través del Pacífico en 1947. Los efectos de las primeras visitas europeas fueron marginales, ya que no tuvieron efectos políticos.
Sin embargo, el idioma se vio afectado en última instancia por el idioma tahitiano, que a su vez se vio afectado por la expansión europea. La eventual llegada de misioneros europeos en el siglo XIX también condujo a préstamos, incluida la creación de nuevos términos de vocabulario para la nueva fe de los tuamotuanos y la traducción de la Biblia al tuamotuano. La religión original de los Tuamotu implicaba la adoración de un ser superior, Kiho-Tumu o Kiho. Se han conservado y traducido cánticos religiosos que describen los atributos de Kiho y cómo creó el mundo. En épocas más recientes, las Islas Tuamotu fueron el sitio de pruebas nucleares francesas en los atolones de Moruroa y Fangataufa .

## Clasificación
Pa'umotu es un miembro del grupo polinesio de lenguas oceánicas, un subgrupo de la familia austronesia. Existe alguna influencia extranjera.

## Difusión geográfica

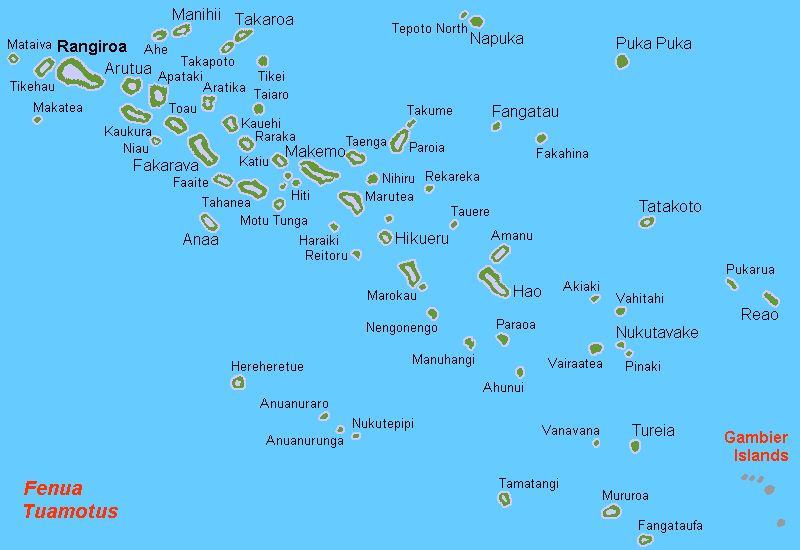
Un mapa aproximado del archipiélago tuamotuano

Pa'umotu se habla entre los atolones del archipiélago de Tuamotu, que suman más de 60 islas pequeñas. Muchos de los antiguos habitantes se han trasladado a Tahití, lo que ha hecho que el idioma disminuya. En la década de 1970, había varios tuamotuanos viviendo en Laie, O'ahu, Hawái, así como en otros lugares de la isla de O'ahu. Se informó que algunos vivían en California y Florida. También había varias personas que vivían en Nueva Zelanda que, según los informes, eran tuamotuanos, aunque procedían de Tahití.

## Dialectos
Paʻumotu tiene siete dialectos o áreas lingüísticas: son los dialectos de Parata, Vahitu, Maraga, Fagatau, Tapuhoe, Napuka y Mihiro. Los nativos tuamotuanos son algo nómadas, cambian de un atolón a otro y, por lo tanto, crean una amplia variedad de dialectos. Los nativos se refieren a esta tendencia nómada como "orihaerenoa", de las palabras raíz "ori" (que significa "deambular"), "haere" (que significa "ir") y "noa" (que significa "no restricción"). El idioma tuamotu es muy similar al tahitiano, y una cantidad considerable de " tahitianización " ha afectado a Paʻumotu. : 101–108  Principalmente debido al dominio político y económico de Tahití en la región, muchos tuamotuanos (especialmente los de los atolones occidentales) son bilingües y hablan tanto pa'umotu como tahitiano. Muchos jóvenes tuamotuanos que viven en atolones más cercanos a Tahití solo hablan tahitiano y no hablan Pa'umotu. 
Un ejemplo es el uso de Pa'umotu de un sonido nasal velar sonoro como "k" o "g", que en tahitiano-tuamotuano (una combinación de las lenguas) es más bien una oclusión glotal. Por ejemplo, la palabra para "tiburón" en Paʻumotu llano es "mago", pero en la combinación de los dos idiomas se convierte en "ma'o", eliminando la consonante nasal velar sonora "g". Lo mismo ocurre con palabras como "matagi" / "mata'i" y "koe" / "'oe". Estas diferencias de dialecto conducen a una división entre "Viejo tuamotuano" y "Nuevo tuamotuano". Muchos tuamotuanos más jóvenes no reconocen algunas palabras que usaban sus antepasados, como la palabra "ua" para lluvia. Los tuamotuanos más jóvenes usan la palabra "toiti" para describir la lluvia en el idioma tuamotuano contemporáneo.

## Gramática
No se ha publicado ninguna gramática sistemática sobre el idioma tuamotuano. Las ortografías tahitiano-tuamotuanas actuales se basan en la Biblia tahitiana y la traducción tahitiana del Libro de Mormón. Una fuente disponible para comparaciones tuamotuanas-inglesas es "El culto de Kiho-Tumu", que contiene cantos religiosos tuamotuanos y su traducción al inglés.

## Fonología
(a) Consonantes:
|           |           | Labial | Labio- </br> dental | Alveolar | Velar | Glottal |
| --------- | --------- | ------ | ------------------- | -------- | ----- | ------- |
| Explosiva | Explosiva | pag    |                     | t        | k     | ⟨ʻ⟩ ⟨   |
| Fricativa | Fricativa |        | F </br> v           |          |       | h       |
| Nasal     | Nasal     | metro  |                     | norte    | ŋ ⟨g⟩ |         |
| Rótico    | Rótico    |        |                     | r        |       |         |

La parada glotal se encuentra en una gran cantidad de préstamos tahitianos. También se encuentra en una variación libre con / k / y / ŋ / en varias palabras compartidas entre tuamotuan y tahitiano. La oclusión glotal epentética se puede encontrar al comienzo de las palabras iniciales del monoftongo.
(b) Vocales:
|         | parte delantera | central | espalda |
| ------- | --------------- | ------- | ------- |
| elevado | /I/             |         | / u /   |
| medio   | /mi/            |         | / o /   |
| bajo    |                 | /a/     | / o /   |

Las vocales cortas contrastan con las vocales largas y, por lo tanto, la longitud de las vocales es fonémica. En tuamotuano aparecen varios pares de vocales no idénticas, y las vocales largas se interpretan como pares de vocales idénticas y se escriben doblando las vocales en todos los casos. En una posición no estresada, la distinción entre largo y corto puede perderse. La posición de estrés es predecible. El énfasis primario está en la penúltima vocal antes de una coyuntura, con vocales largas que cuentan las vocales dobles y semi-vocalizadas sin contar como vocales. Se acentúa una de cada dos o tres vocales ... es decir, el dominio mínimo para asignar acentos es dos vocales y el máximo es tres. Cuando se acentúa una vocal larga, el acento recae en toda la vocal, independientemente de qué mora sea penúltima, a menos que la vocal larga sea final de palabra. No puede haber más de una vocal átona / mora en una fila, pero, cuando la primera de dos vocales es larga, no hay acentos mora entre ellas. No se pueden enfatizar los morfemas de una sola vocal corta.

## Vocabulario
Naturalmente, se puede ver mucha similitud entre otras lenguas polinesias en el vocabulario de Paʻumotu. La mujer, por ejemplo, es "vahine", muy cercana al "wahine" hawaiano. Otro ejemplo es "cosa", que en Paʻumotu es "mea", y es lo mismo en el idioma samoano. Los hablantes de tuamotu utilizan un habla rápida y deliberada, una conversación lenta y deliberada y patrones de habla normales. Aplican el acento de frase, que puede ser fonémico o morfemia, y el acento primario, que no es fonémico.

## Estado de peligro
Según la UNESCO, Pa'umotu está "definitivamente en peligro de extinción"  De hecho, desde antes de la década de 1960, muchos de los isleños tuamotu han emigrado a Tahití en busca de educación u oportunidades laborales; esta huida rural ha contribuido en gran medida al debilitamiento de Pa'umotu, que a veces se describe como una " lengua moribunda ". Desde la década de 1950, el único idioma utilizado en la educación en la Polinesia Francesa era el francés. En las escuelas no se enseña tahitiano o tuamotuano.